# Scomberesocidae
La famiglia degli Scomberesocidi (Scomberesocidae) comprende i cosiddetti lucci sauri, suddivisi in due generi comprendenti due specie ciascuno.
I lucci sauri sono pesci marini epipelagici che vivono in acque tropicali e temperate. Quando nuotano presso la superficie compiono spesso salti fuori dall'acqua, rasentandone il pelo. Le mascelle dei lucci sauri sono a forma di becco, ma a seconda delle specie si incontrano becchi più snelli e lunghi o composti da una mascella superiore relativamente corta e da una inferiore solo leggermente allungata. L'apertura della bocca, comunque, è relativamente piccola e i denti non sono ben sviluppati. Caratteristica dei lucci sauri è inoltre una fila di piccole pinnule dietro le pinne dorsali e anali. Una caratteristica insolita di questi pesci è la mancanza di vescica natatoria. I lucci sauri raggiungono una lunghezza massima di circa 46 cm. Vengono pescati comunemente per le loro carni.
I lucci sauri fecero la loro prima comparsa nel Terziario superiore, precisamente nel Miocene.
Il nome Scomberesocidi deriva dai termini greci skombros = tonno/sgombro ed esox = culla dei salmoni.
Il luccio sauro del Pacifico viene comunemente utilizzato nella cucina giapponese e coreana, soprattutto grigliato.

## Specie
- Genere Cololabis
  - Cololabis adoceta
  - Cololabis saira (luccio sauro del Pacifico)
- Genere Scomberesox (lucci sauri e costardelle) 
  - Scomberesox simulans (luccio sauro nano)
  - Scomberesox saurus (luccio sauro dell'Atlantico o costardella)

## Curiosità
Con il nome inglese di questi pesci, Saury, vennero chiamati dei sottomarini della Marina Statunitense di classe Sargo.